# Sphecotypus niger
Sphecotypus niger is een spinnensoort uit de familie van de loopspinnen (Corinnidae).
De wetenschappelijke naam van de soort werd in 1833 als Myrmecia nigra gepubliceerd door Josef Anton Maximilian Perty.